# U.S. Revenue Cutter Service

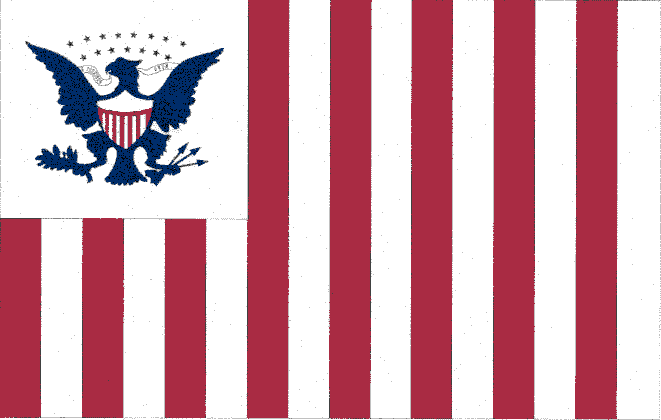
Flagge der United States Revenue-Marine (1799)

Der U.S. Revenue Cutter Service (bis 1894 Revenue-Marine) war ein bewaffneter maritimer Zollvollzugsdienst unter der Zuständigkeit des amerikanischen Finanzministeriums. Er bestand von 1790 bis 1915.

## Geschichte
Der United States Revenue Cutter Service wurde durch ein Gesetz des Kongresses (1 Stat. 175) am 4. August 1790 als Revenue-Marine auf Empfehlung des Finanzministers Alexander Hamilton als bewaffneter maritimer Zollvollzugsdienst gegründet. Der Revenue Cutter Service unterstand dem Finanzministerium der Vereinigten Staaten. Im Laufe der Zeit wurden dem Dienst nach und nach weitere Aufgaben übertragen, entweder freiwillig oder per Gesetz, darunter auch solche militärischer Natur.

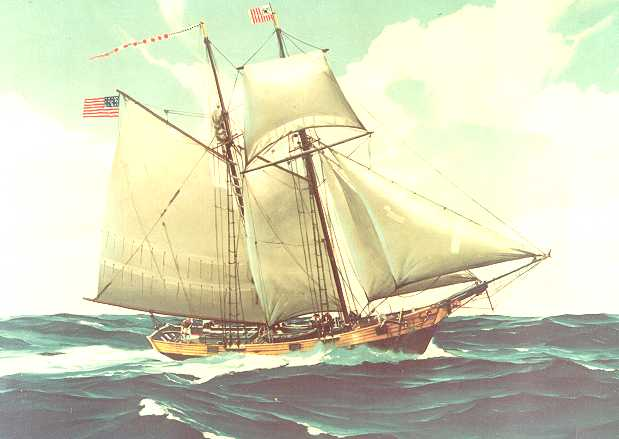
USRC Massachusetts

Ursprünglich wurden für die Zwecke der Revenue-Marine tatsächlich gesegelte Kutter wie z. B. die USRC Massachusetts von 1791 verwendet, die mit 4–6 schwenkbaren Kanonen bewaffnet war. Die traditionelle Rumpfbezeichnung ist im Laufe der Zeit zu der Funktionsbezeichnung „Fahrzeug der Küstenwache“ geworden.
Bis zum 31. Juli 1894, als er offiziell in Revenue Cutter Service umbenannt wurde, wurde der Zollvollzugsdienst allgemein als Revenue-Marine bezeichnet. Am 28. Januar 1915 wurde der Dienst durch ein Gesetz des Kongresses mit dem United States Life-Saving Service zur United States Coast Guard zusammengelegt.